# Nesodryas antiope
Nesodryas antiope är en insektsart som beskrevs av Ronald Gordon Fennah 1964. Nesodryas antiope ingår i släktet Nesodryas och familjen sporrstritar. Inga underarter finns listade i Catalogue of Life.